# Миле Каранфилов
Миле (Мияле) Христов Каранфилов, известен като Кучкаро, е български революционер, деец войвода на Вътрешната македоно-одринска революционна организация и на Вътрешната македонска революционна организация.

## Биография
Каранфилов е роден в град Крушево, тогава в Османската империя. Присъединява се към ВМОРО и като четник участва в редица сражения. 
Участва в убийството на Максим Стрезов през 1930 година.
Заловен е от гръцките власти и е интерниран на Крит. Освободен е при разгрома на Гърция от Германия в 1941 година. Загива след Втората световна война.